# Anoa górski
Anoa górski (Bubalus quarlesi) – najmniejszy gatunek bawołu z rodziny ssaków krętorogich, z rodzaju Bubalus. Żyją w Azji południowo-wschodniej, w górskich, wilgotnych lasach Celebes i na sąsiednich wyspach. Pierwsze zapisy o ich istnieniu pochodzą z 1827 roku. Anoa dorastają do metra wysokości i osiągają wagę 150-300 kg. Mają sierść ciemnobrązową lub czarną, rogi krótkie, skierowane do tyłu. W miocie rodzi się 1-2 młodych. W środowisku naturalnym zwierzętom tym grozi wyginięcie.